# Smurffatje
Smurffatje, ook bekend als Hippe Smurf of IJdele Smurf, is een van de vaste personages uit het universum van de Smurfen. Hij komt zowel voor in de oorspronkelijke stripserie van Peyo als in de hierop gebaseerde tekenfilms. In de tekenfilms wordt hij in het Nederlands Hippe Smurf genoemd, in de stripverhalen is zijn naam meestal Smurffatje of IJdele Smurf.
De naam van deze Smurf is naar alle waarschijnlijkheid een toespeling op fat, in zowel het Frans als het Nederlands een benaming voor een ijdele man (ook wel dandy genoemd).

## Beschrijving
Hij is van alle Smurfen degene die het meest bezig is met zijn uiterlijk, vaak op een obsessieve manier. Hij heeft meestal een opvallende bloem op zijn muts en draagt ook vaak een spiegel met zich mee. Als hij zijn spiegel kwijtraakt of vindt dat hij er niet mooi uitziet, is hij meteen zeer ongelukkig.
In de tekenfilms is zijn bloem altijd roze. In de eerste strips heeft Smurffatje nog geen bloem.
In De Honderdste Smurf (als album uitgekomen in 1968) heeft Smurffatje een speciale rol. Hier komt zijn eigen door hemzelf sterk bewonderde spiegelbeeld tot leven. In eerste instantie doet het spiegelbeeld nog alles wat Smurffatje doet en zegt "gespiegeld" precies na. Ten slotte maakt het spiegelbeeld zich echter los en wordt een volwaardige nieuwe Smurf: de 100e Smurf, die Grote Smurf nog nodig had om de maandans goed te kunnen laten doen.

## Stemmen
In de Nederlandse nasynchronisatie van de televisieserie De Smurfen werd de stem van Smurffatje eerst ingesproken door Ger Smit, en later door Stan Limburg. De betreffende stemacteurs voor de films De Smurfen uit 2011, The Smurfs: A Christmas Carol uit 2011, De Smurfen 2 uit 2013 en The Smurfs: The Legend of Smurfy Hollow uit 2013 waren Paul Disbergen. Roy Donders sprak de stem van Smurffatje in voor de film De Smurfen en het Verloren Dorp uit 2017. Luuk van Leeuwen sprak de stem van Hippe Smurf in voor de film Smurfen uit 2025. In de Vlaamse nasynchronisatie waren Bart Verbeeck en Bert De Kock stemacteurs voor deze rol.
De originele stem van het personage werd onder andere ingesproken door Alan Oppenheimer (televisieserie De Smurfen), John Oliver (De Smurfen uit 2011, De Smurfen 2 uit 2013, The Smurfs: The Legend of Smurfy Hollow uit 2013, De Smurfen 2: Videogame), Tituss Burgess (De Smurfen en het Verloren Dorp uit 2017) en Maya Erskine (Smurfs uit 2025).